# Saint-Jean-Lachalm
Saint-Jean-Lachalm település Franciaországban, Haute-Loire megyében. Lakosainak száma 303 fő (2022. január 1.). Saint-Jean-Lachalm Alleyras, Bains, Cayres, Monistrol-d’Allier, Ouides és Séneujols községekkel határos.

## Népesség
A település népessége az elmúlt években az alábbi módon változott:
| Lakosok száma | 517  | 409  | 336  | 282  | 278  | 282  | 289  | 295  | 298  | 303  |
|               | 1968 | 1982 | 1990 | 2006 | 2013 | 2015 | 2017 | 2019 | 2020 | 2022 |